# Jonathan Drouin
Jonathan Drouin (Sainte-Agathe-des-Monts, Quebec, 28 de marzo de 1995), apodado Zula, es un jugador profesional canadiense de hockey sobre hielo que se desempeña en la posición de extremo izquierdo en Colorado Avalanche, equipo de la National Hockey League (NHL).

## Carrera
Fue seleccionado en la primera ronda en la NHL Entry Draft de 2013. En 2014 hizo su debut profesional con el equipo Tampa Bay Lightning, en el cual jugó tres temporadas (2014-2017), después pasó a Montreal Canadiens (2017-2023), luego a Colorado Avalanche, donde lleva jugando una temporada.